# Helmet (tramhalte)
Helmet is een Brusselse tramhalte van de MIVB in het noorden van de gemeente Schaarbeek. De halte ligt midden in de gelijknamige wijk van Schaarbeek en aan de Helmetsesteenweg, een drukke winkelstraat.
Momenteel rijdt er slechts één tramlijn langs de halte, de 55 (die wel zeer frequent rijdt). Tegen 2030 wordt de tramlijn vervangen door een nieuwe metrolijn. De halte Helmet zal vervangen worden door de halte Riga, op het Riga-plein, die samen met de halte Linde de wijk Helmet zal bedienen.

## Tramlijnen
|  | 55 - Bordet station - Stilte |

## Plaatsen en straten in de omgeving
- De wijk Helmet en de drukke Helmetsesteenweg en Richard Vandeveldestraat
- De Heilige Familiekerk